# Провінція Окі
Провінція Окі (яп. 隠岐国 — окі но куні, «країна Окі»; 隠州 — онсю, «провінція Окі») — історична провінція Японії у регіоні Тюґоку на заході острова Хонсю. Відповідає островам Окі, що належить до сучасної префектури Сімане.
Провінція Окі була утворена у 7 столітті. Її адміністративний центр знаходився у сучасному містечку Сіма. Воно було одним із місць прийому послів з держав Сілла і Бохай.
Віддаленість провінції від японської столиці стала причиною перетворення її у місце заслання політичних злочинців. Так у 1221 році до Окі було заслано бунтівного екс-імператора Ґотоба, а у 1332 році — імператора Ґодайґо.
З 12 по 14 століття провінцією Окі правив рід Сасакі, а у 15 столітті його замінив рід Кьоґоку, представники бічної лінії роду Сасакі.
У 16 столітті землями провінції керували роди Амако та Морі.
У період Едо (1603—1867) Окі належала до володіння Мацуе-хан, яке розміщувалося у сусідній провінції Ідзумо. Головним джерелом прибутку островів було виробництво солі.
У результаті додаткових адміністративних реформ 1871 року провінція Окі увійшла до складу префектури Сімане.

## Повіти провінції Окі
- Ама 海士郡
- Оті穏地郡
- Сукі周吉郡
- Тібу 知夫郡